# 2024년 NBA 파이널
2024년 NBA 파이널(2024 NBA Finals)은 전미 농구 협회(NBA)의 2023-24 시즌 챔피언십 시리즈이자 시즌 플레이오프의 결론이었다. 7전 4선승제 플레이오프는 동부 컨퍼런스 챔피언 보스턴 셀틱스와 서부 컨퍼런스 챔피언 댈러스 매버릭스 사이에서 치러졌다. 이 시리즈는 6월 6일에 시작되어 6월 17일에 끝났다.
셀틱스는 5경기 만에 메버릭스를 물리치고 2008년 이후 첫 우승을 차지했으며 전체 18위를 차지하며 가장 많은 우승을 차지한 NBA 프랜차이즈가 되었다. 셀틱스의 제일런 브라운은 평균 20.8득점, 5.4리바운드, 5어시스트를 기록하며 NBA 파이널 최우수 선수상(MVP)을 수상했다.